# Məhəmməd Emvazi
Muhammad Emwazi (născut ca Muhammad Jassim Abd al-Karim Olian al-Tafiri, în arabă : محمد جاسم عبد الكريم عليان الثفيري ; 18 august 1988 – 2 noiembrie 1988, terorist , Irak , 1988 – 12 noiembrie 2015 ) cunoscut de el porecla „ C „Jihadi John ” (Jihadi John). Un agent al organizației Stat Islamic care a devenit celebru pentru aparițiile sale în videoclipurile distribuite de organizație pe internet, în care i-a decapitat pe prizonierii organizației, inclusiv jurnaliști din întreaga lume. Amwazi a fost membru al unei celule teroriste a Statului Islamic, pe care foștii ostatici o numeau „ The Beatles (, deoarece toți membrii celulei aveau accente britanice.
Accentul puternic britanic, care era caracteristica sa proeminentă, l-a făcut chiar, în ochii presei occidentale, unul dintre simbolurile recrutării cetățenilor occidentali în organizația Statul Islamic.
Printre victimele sale celebre s-au numărat jurnaliștii James Foley, Steven Sotloff, David Cawthorne Haynes, Kenji Goto și Alan Henning .

## biografie
Amwazi s-a născut în 1988 în Kuweit într-o familie de origine irakiană, era cel mai mare dintre cei 5 frați, familia sa s-a mutat în Regatul Unit în 1994 și s-a stabilit în vestul Londrei, când Amwazi avea șase ani. A urmat școala elementară St. Mary Magdalene, urmată de liceul Harris St. John's Wood (N ) . În 2006, a început să studieze administrarea afacerilor și sistemele informaționale la Universitatea din Westminster, iar după absolvire a lucrat ca agent de vânzări pentru o companie de tehnologie a informației din Kuweit.
Odată cu publicarea videoclipurilor sale, „John” a fost căutat de Scotland Yard, MI5 și FBI . O dificultate majoră în localizarea identității lui „John” a fost faptul că acesta era complet acoperit cu haine negre, care îi acopereau și fața. Pe 20 septembrie 2014, Senatul Statelor Unite a aprobat o recompensă de 10 milioane de dolari pentru informațiile care conduc la „John”. În aceeași lună, premierul britanic David Cameron și directorul FBI James Comey au dezvăluit că identitatea lui „John” le era cunoscută, dar nu au dezvăluit-o. Secretarul de stat al Statelor Unite, John Kerry, l-a numit și pe Emwazi un „laș în spatele unei măști”, pe lângă Kerry, amiralul Alan West (NA ), fostul ministru al Apărării și Contraterorismului (NA ) din Marea Britanie a spus că el este un „om mort care merge” care „Yizud” ca Osama Bin Laden  (Bin Laden a fost ucis în 2011 în timpul Operațiunii Neptune Spear ).
La începutul anului 2015, mass-media mondială credea că John era un rapper britanic pe nume „Abd al-Majed Abd al-Bari”, dar mai târziu a fost raportat de BBC că el era Mohammed Emwazi, un cetățean britanic care era cunoscut de către Serviciile de securitate britanice, care au fost chiar arestate pentru mâna lor în iunie 2010  . The Washington Post a publicat o poveste similară. În martie 2015, a fost raportat că mama lui Emwazi i-a recunoscut vocea din videoclipuri, în ciuda negării tatălui său, în aceeași lună, a fost publicată o știre în Sunday Times în care Emwazi și-a cerut scuze familiei pentru „problemele și necazurile care au cauzat descoperirea identității sale”, mesajul către ziar a fost transmis printr-un terț a cărui identitate nu a fost publicată  .
În august a acelui an, Emwazi a publicat un videoclip în care își expune fața. În videoclipul, publicat în Mail on Sunday, el a amenințat că „promite că se va întoarce în Marea Britanie și va tăia capete”   .
Oficial, FBI și Consiliul Național de Securitate al SUA au confirmat că videoclipul lui James Foley, care s-a încheiat cu filmarea unui cadavru decapitat, este autentic.[28] David Cameron și Ministerul Britanic de Externe au confirmat, de asemenea, autenticitatea videoclipului care arată moartea lui David Haines.[49]
Videoclipurile au fost produse și distribuite de Al Hayat Media Center, un mijloc media al IS care se afla sub autoritatea brațului oficial de propagandă al grupului, Al-Itisam Establishment for Media Production, care viza în mod specific publicul occidental și non-araba.[ 50]
Un expert criminalistic fără nume însărcinat de The Times să se uite la videoclipul lui James Foley a spus: „Cred că a fost pus în scenă. Sentimentul meu este că crima s-ar putea să fi avut loc după ce camera a fost oprită”. The Times a concluzionat că „Nimeni nu pune sub semnul întrebării faptul că fotojurnalistul James Foley a fost decapitat, dar se pare că au fost folosite trucuri ale camerei și tehnici de post-producție inteligente.” [51] Doi specialiști video nenumiți din International Business Times of Australia au susținut că porțiuni a videoclipului părea a fi montat și editat.[52] James Alvarez, un negociator britanic-american de ostatici, a susținut de asemenea că videoclipul lui James Foley a fost „înscenat cu experiență”, cu utilizarea a două camere separate și a unui microfon atașat la salopeta portocalie a lui Foley.[28] Jeff Smith, director asociat al CU Denver National Center for Media Forensics din SUA, a spus „Ceea ce este cel mai interesant este că decapitarea reală care are loc în videoclipuri, ambele sunt puse în scenă.”[53]
Analistul britanic Eliot Higgins (Brown Moses) a publicat dovezi criminalistice fotografice și video care sugerează că videoclipul James Foley a fost filmat într-un loc din dealurile de la sud de orașul sirian Raqqa.[54][55][56]

## eliminarea lui
Amwazi a fost ucis într-un atac aerian țintit efectuat de Statele Unite cu ajutorul forțelor de comando britanice, pe 12 noiembrie 2015, în provincia Raqqa din Siria. Vestea morții sale a fost confirmată de Statul Islamic în ianuarie 2016   .
Premierul britanic David Cameron a declarat că Statele Unite și Marea Britanie „au lucrat non-stop” pentru a urmări locația lui Emwazi și a susținut că atacul a fost „un act de autoapărare”  .
1. ↑  US Airstrike Targets ‘Jihadi John’ in Syria, Pentagon Says (în engleză), KTLA[*], 12 noiembrie 2015, accesat în 13 noiembrie 2015
2. ↑  'Jihadi John': US 'reasonably certain' strike killed IS militant (în engleză), British Broadcasting Corporation, 13 noiembrie 2015, accesat în 17 decembrie 2023
3. ↑  Format:הטלגרף
4. ↑  Format:Ynet
5. ↑  nypost.com "'Jihadi John' apologizes to his family", Post Wire Service 2015/03/07
6. ↑  Format:ישראל היום
7. ↑  Format:Ynet
8. ↑  Format:Ynet
9. ↑  Format:Ynet
10. ↑  Chan, Sewell; De Freytas-Tamura, Kimiko (13 noiembrie 2015). „Pentagon Says 'Jihadi John' Was Probably Killed in Airstrike”. The New York Times Company. The New York Times. Accesat în 14 noiembrie 2015.